# Erlengraben (Wiesbach)
Der Erlengraben ist ein etwa zwei Kilometer langer Bach im Östlichen Hintertaunus. Er hat zwei sehr verschiedene Quelläste, fließt in einem begradigten und zumeist auch befestigten, von Erlen gesäumten Bett vor allem durch Wald und am Waldrand. Im Ortsteil Pfaffenwiesbach der Gemeinde Wehrheim im hessischen Hochtaunuskreis mündet er von links und Südwesten in den Wiesbach.

## Geographie

### Verlauf
Der Erlengraben entspringt einem Erlenbruchwald in einem weit und flach gewordenen Tal auf etwa 345 m ü. NHN, das südwestlich am Hang von der 380 m ü. NHN hohen "Schlink" beginnt. Am südöstlichen Rand des Bruchs, aus dem Übergangsbereich der Schlink zum östlich gelegenen, 389 m ü. NHN hohen Süßeberg, und zum nordöstlich gelegenen, 337 m ü. NHN hohen Heßberg kommend, münden mehrere Gräben in den Bruch und die Runse, die den Erlengraben aufnimmt. Weiter oben im trockener gewordenen Tal verliert sich die eindeutige Spur eines Fließgewässers. Erst nahe einem unbefestigten Waldweg zeigt sich wieder ein Bachbett, das von einem künstlich angelegten Tümpel auf 345 m ü. NHN kommt, der offiziellen Quelle ⊙. In den Tümpel mündet ein Graben, der etwa 100 m entfernt oberhalb des Wegs einer Quellmulde ⊙ auf etwa 370 m ü. NHN Höhe entspringt.

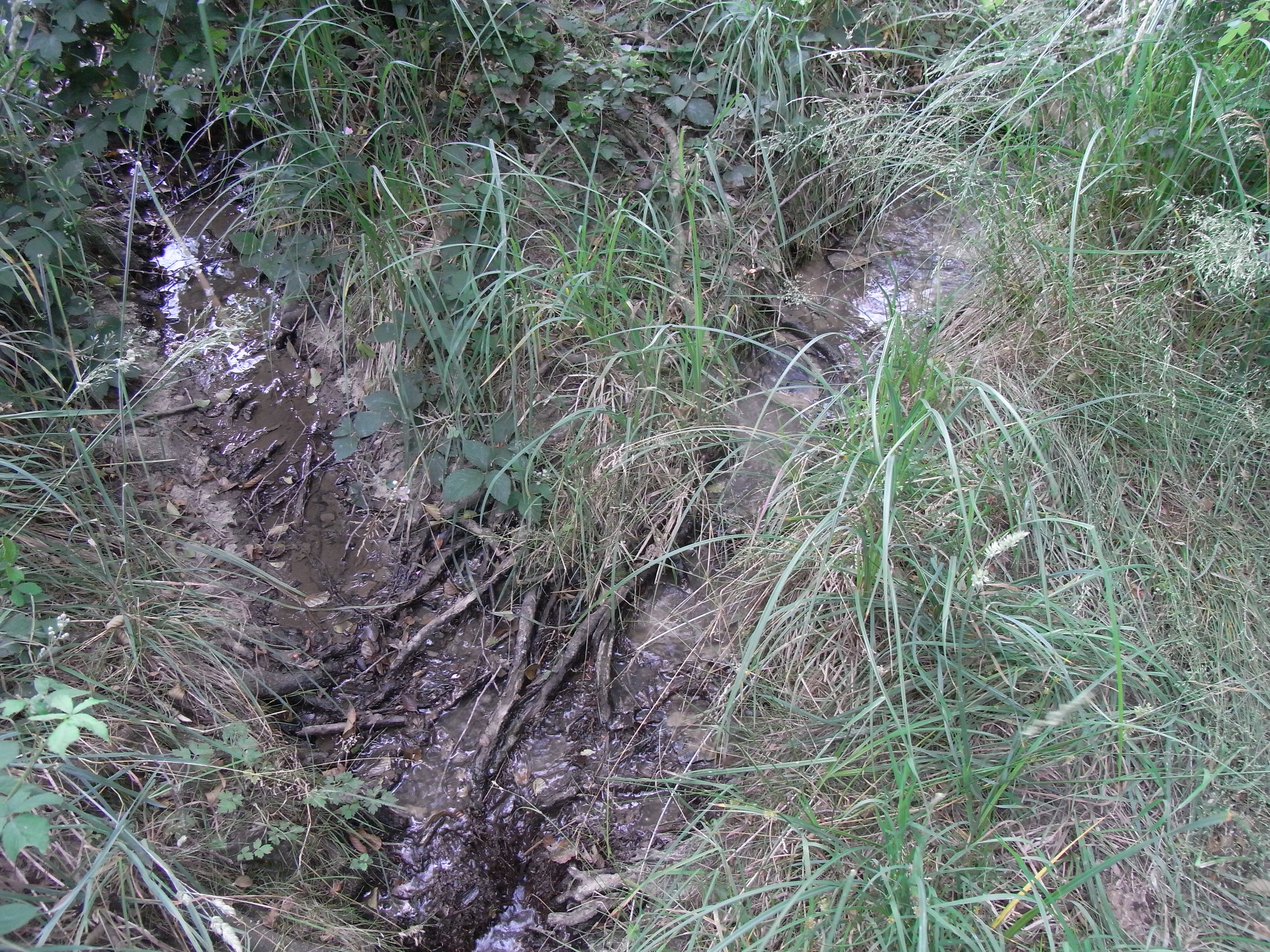
Vereinigung beider Äste: Wald links und Wiese rechts

Die Runse mit dem Erlengraben mündet aus Südwesten in eine landwirtschaftlich genutzte Waldwiese, an deren südöstlichem Rand sich der Bachlauf nach Norden in die Wiesenlandschaft zwischen Wehrheim und dem Ortsteil Pfaffenwiesbach wendet. In jüngerer Zeit ist er erneut begradigt worden, so dass er nun wenige Meter westlich des älteren, jetzt im nachgewachsenen Wald gelegenen und so noch in Karten verzeichneten Bettes, fließt. Bei ⊙ unterquert er einen Wald- und Schulweg zwischen Pfaffenwiesbach und Wehrheim. Danach begleitet er begradigt am Waldrand auf 200 m einen Acker am linken Ufer. An dessen Nordrand verläuft ein etwa ½ km langer Sammelgraben aus Wiesen im Westen, in den heute Dränagen münden. Vor deren Anlage dienten mehrere Gräben diesem Zweck, deren Lage heute noch erkennbar ist, etwa an Vertiefungen oder Gehölzbestand. Dieser Graben, der keine 50 m entfernt von der Wehrheimer oder Kreisstraße K 728 auf 328 m ü. NHN beginnt ⊙, gilt derzeit als Oberlauf des Erlengrabens. Von rechts mündet in ihn ein erster Graben ⊙, der Oberflächenabflüsse von der Straße aufnimmt. Der Sammelgraben mündet mit einer kurzen Rechtskurve bei ⊙ auf 312 m ü. NHN in den begradigten und in einer Rechtskurve im Waldrand fließenden Waldast des Erlengrabens, der bereits 1 km zurückgelegt hat.

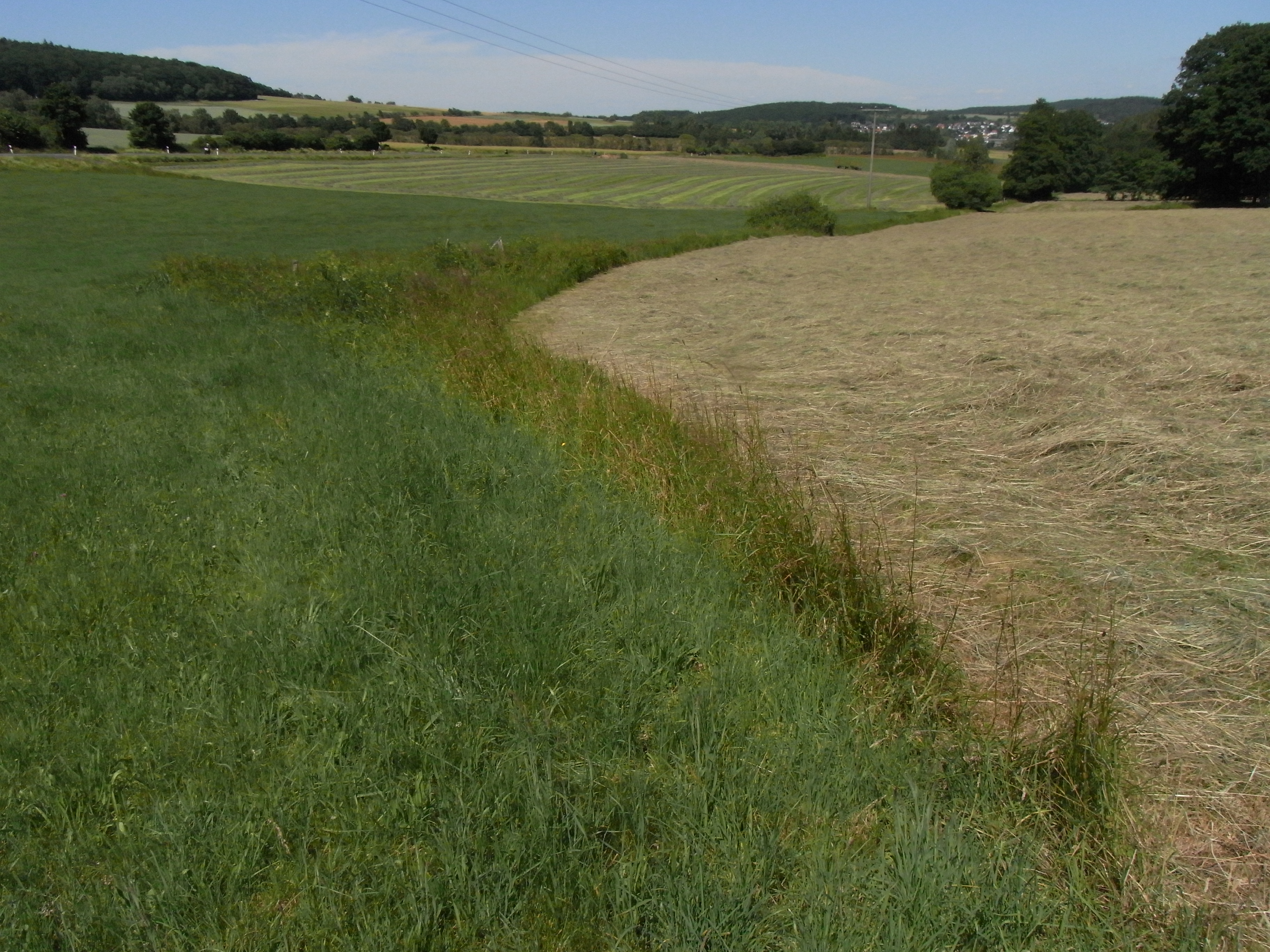
Quelle des Wiesenasts abwärts

Damit beginnt der etwa 1 km lange, nach Pfaffenwiesbach gen Ost-Nordost weisende und namengebend mit Erlen bestandene Abschnitt am Fuß des Heßbergs und etwa parallel zur Wehrheimer Straße und einer 20 kV-Freileitung. Das Bachbett ist meist erdig-schlammig, gelegentlich schimmern kleine Steine hervor, örtlich steht Lehm an. Bei km 0,96 ⊙ mündet von links auf 312 m ü. NHN der hiesige Erlenbach, den jedoch andere Gehölze begleiten. Bei km 0,43 ⊙ mündet von links auf 312 m ü. NHN ein Grabensystem in den Erlengraben, dessen Anfänge nördlich und jenseits der etwa ¼ km entfernten K 728 liegen, nahe dem Aussiedlerhof Am weißen Stein bzw. in der Gemarkung Am großen Graben. Wenige Meter oberhalb der Mündung sind am linken Ufer des Erlengrabens Grabentaschen geschaffen worden, einige Meter darunter ist ein geschmückter hölzerner Steg über den Erlengraben gelegt worden – für die Kinder und Erwachsenen aus dem Kindergarten in der Pfaffenwiesbacher Bürgermeister-Erker-Straße. Darunter beginnt der Bach sich vom Waldrand zu lösen und in einer Erlengalerie an der Kleewiese nördlich entlang zu fließen, tangiert ein Kleingartengebiet im Süden und erreicht nach Unterquerung der Friedrich-Ebert-Straße, nun baumlos, den bebauten Ortsrand von Pfaffenwiesbach. In einem sanften, 50–60 m langen Bogen fließt der Erlengraben dem von Süden und jenseits des Heßbergs kommenden Wiesbach zu, in den er bei km 4,2 auf 285 m ü. NHN von links mündet ⊙.

Einige Ansichten vom Bach
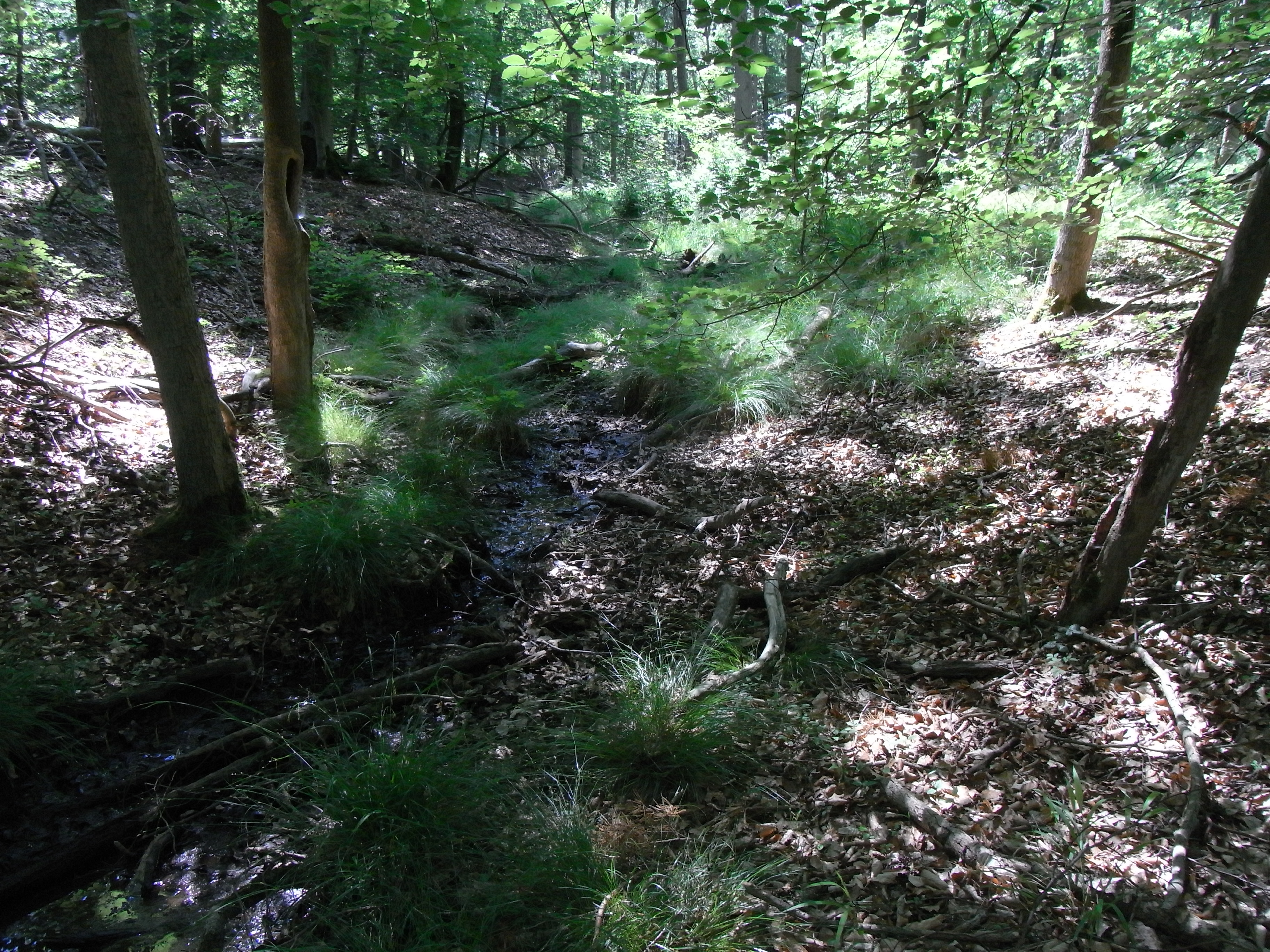
Runse im Bruchwald
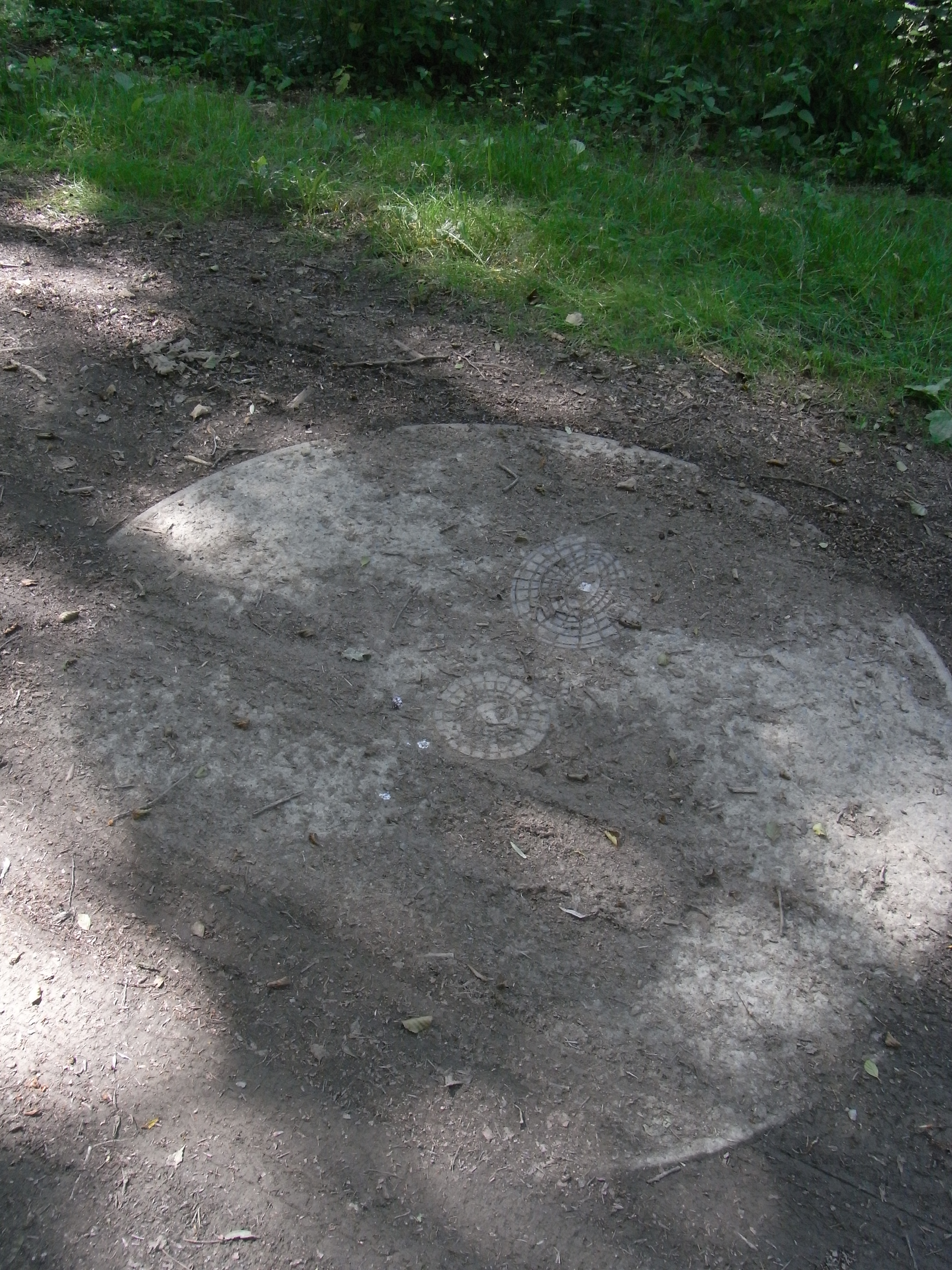
Gegen Waldbrand?
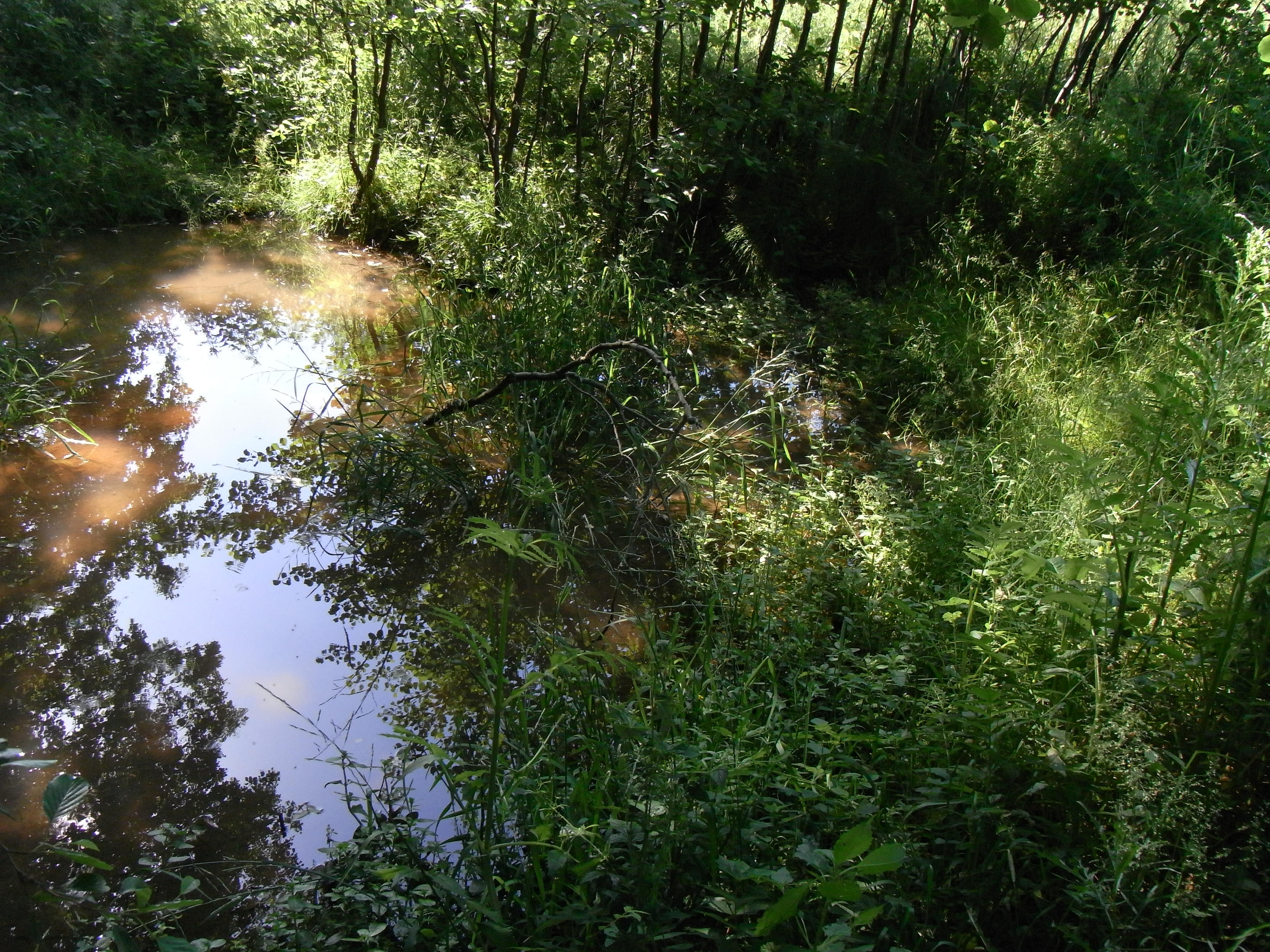
Große Grabentasche
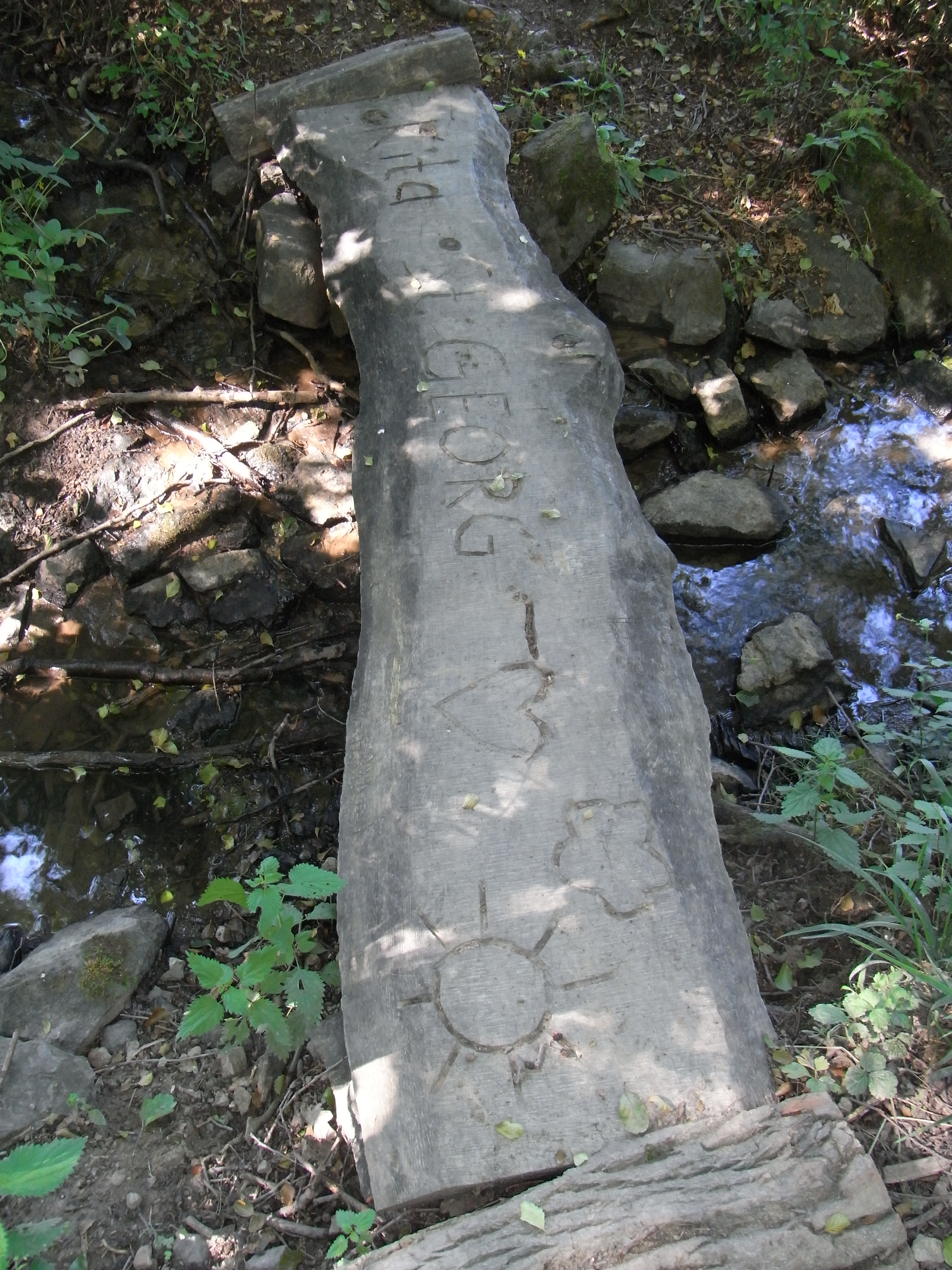
Holzsteg mit Namen

### Einzugsgebiet
Der Erlengraben entwässert etwa 2,9 km² des Östlichen Hintertaunus aus einem Sektor südwestlich seiner Mündung zum Wiesbach. Die Wasserscheide (vergl. rote Linie in) zieht sich von der Mündung südwärts über den Kamm des Heßbergs bis auf den Gipfel des Süßebergs; auf diesem Abschnitt trennt sie vom unmittelbaren Einzugsbereich des aufwärtigen Wiesbachs. Dann knickt sie nach Westen ab, läuft zum Schlink (380 m ü. NHN) und verlässt dort an der K 728 den Wald; im Süden der Linie führt der Bizzenbach die Niederschläge zum Oberlauf des Nidda-Zuflusses Erlenbach. An der Kreisstraße biegt die Einzugsgebietsgrenze nach Norden ab, tritt bald in den Wald links des Erlengraben-Laufs ein und läuft in ihm weit, bis etwas über die K 726 hinweg, auf einen 396 m ü. NHN hohen Gipfel im Jungholz; jenseits der Grenze im Westen konkurriert der Röllbach zur oberen Usa. Hinter der restlichen nördlichen Wasserscheide vom Jungholz-Gipfel über den Hang zurück zur Erlengrabenmündung liegt Einzugsgebiet erst des kurzen Wäschbachs, dann des unteren Wiesbachs, in den dieser mündet. Außer an der Nordseite zum Untertal des Wiesbachs ist die Wasserscheide überall deutlich ausgeprägt; das Einzugsgebiet ist etwas linkslastig, der Erlengraben läuft also näher an der rechten Wasserscheide.
Etwa 1,3 km² des Einzugsgebietes, die zentralen Teile zumeist links des Baches, liegen in offener Flur oder – zum geringsten Anteil – im mündungsnahen Siedlungsbereich. Sein überwiegender Rest ist bewaldet.

### Zuflüsse
- namenloser und teils verfüllter Graben aus der dränierten Wiese (rechts), Fluss-km 1,6,
- namenloser Graben von der Kreisstraße (links), Fluss-km 1,4,
- namenloser ausgebauter und erlengesäumter Waldbach, entspringt am Nordosthang der Schlink (rechts), 1,0 km, Fluss-km 1,3,
- Erlenbach (links), 0,8 km, Fluss-km 1,0,
- namenloses Grabensystem am Ortsrand von jenseits der Kreisstraße (links), Fluss-km 0,4,
- namenloser Graben von der Bürgermeister-Erker-Straße am Südwestrand des Spielplatzes (links), Fluss-km 0,1.

Ansichten einiger Zuflüsse
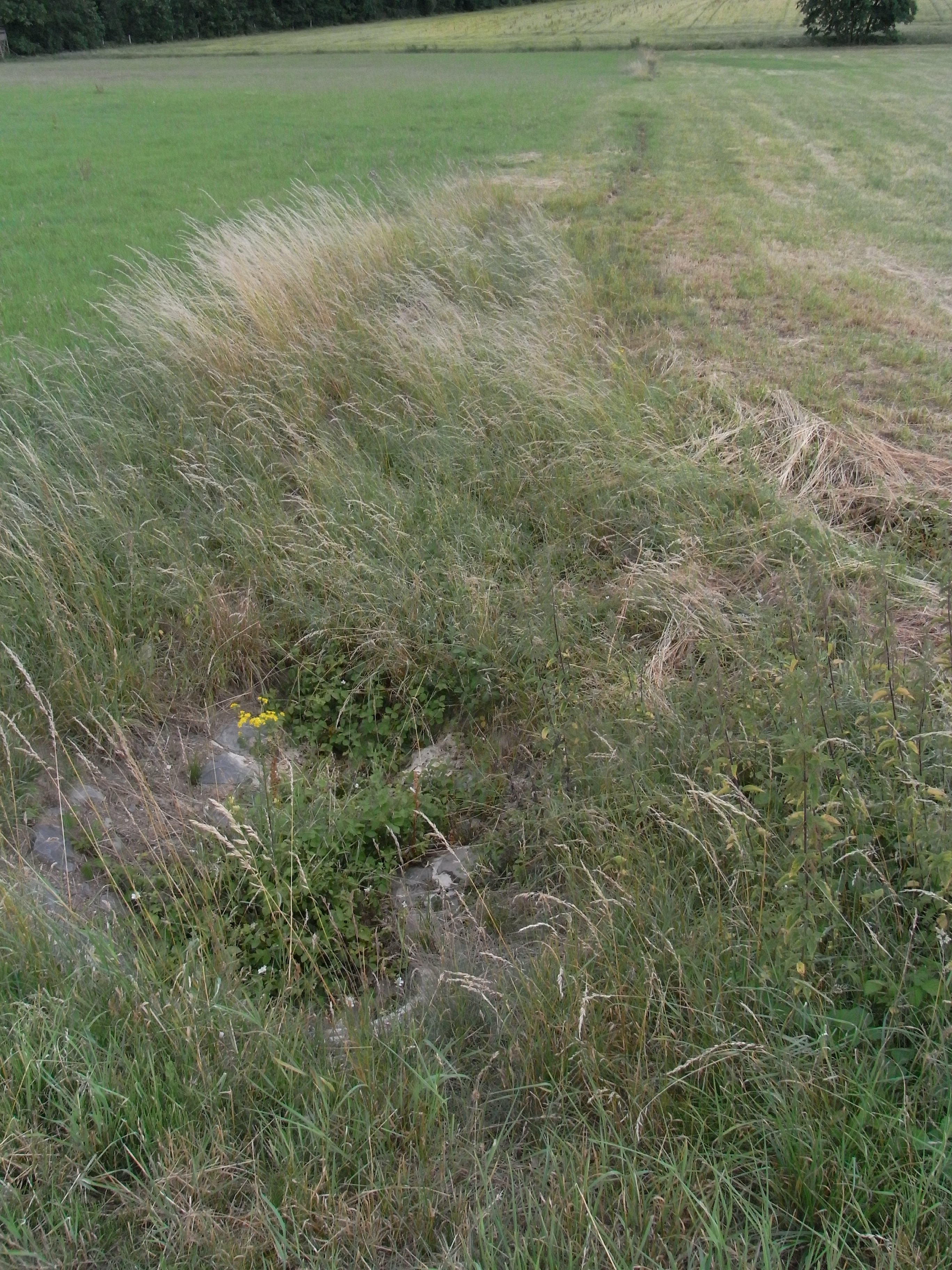
Erster Zufluss Wiese
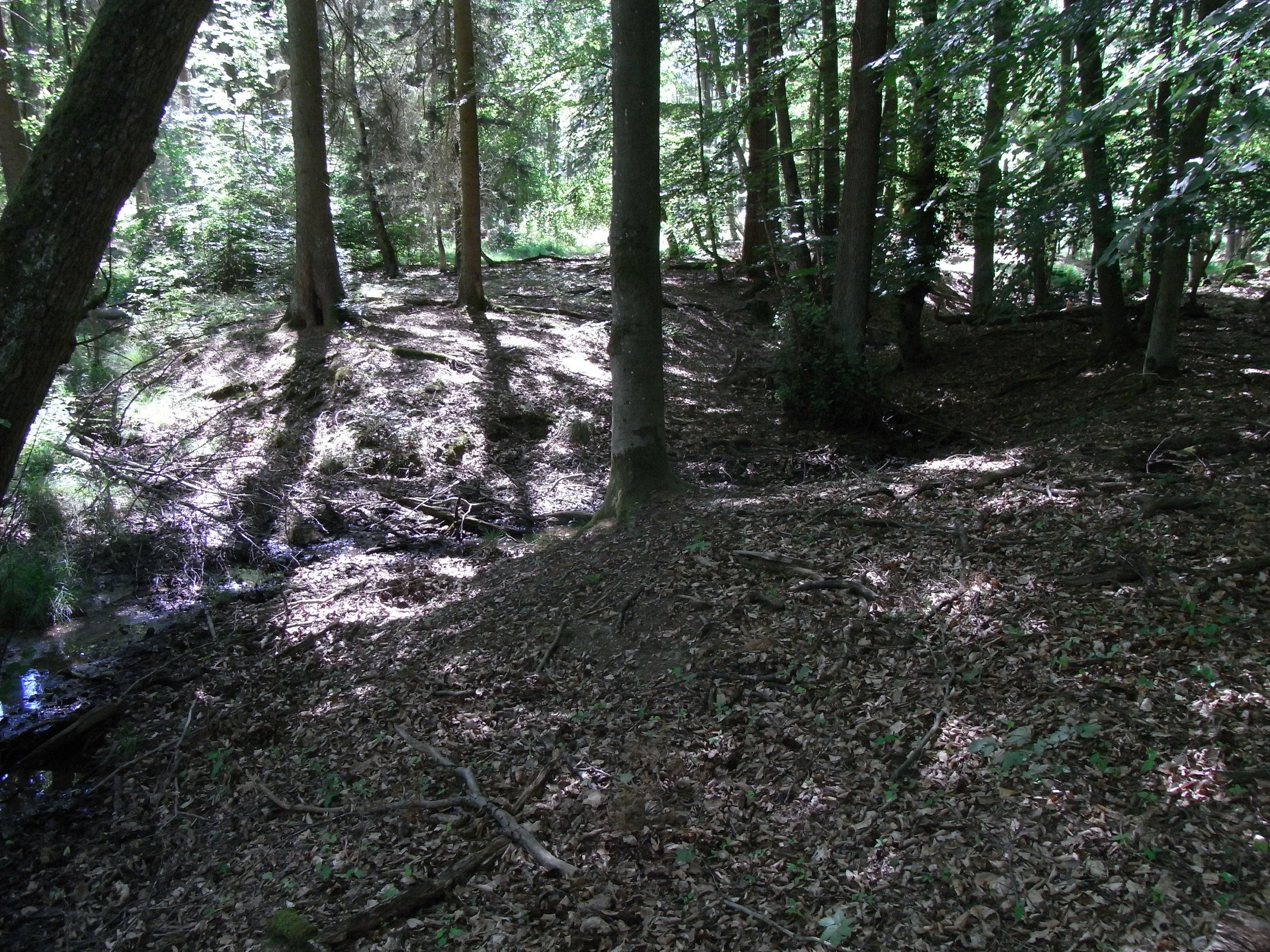
Im Bruchwald, der linke
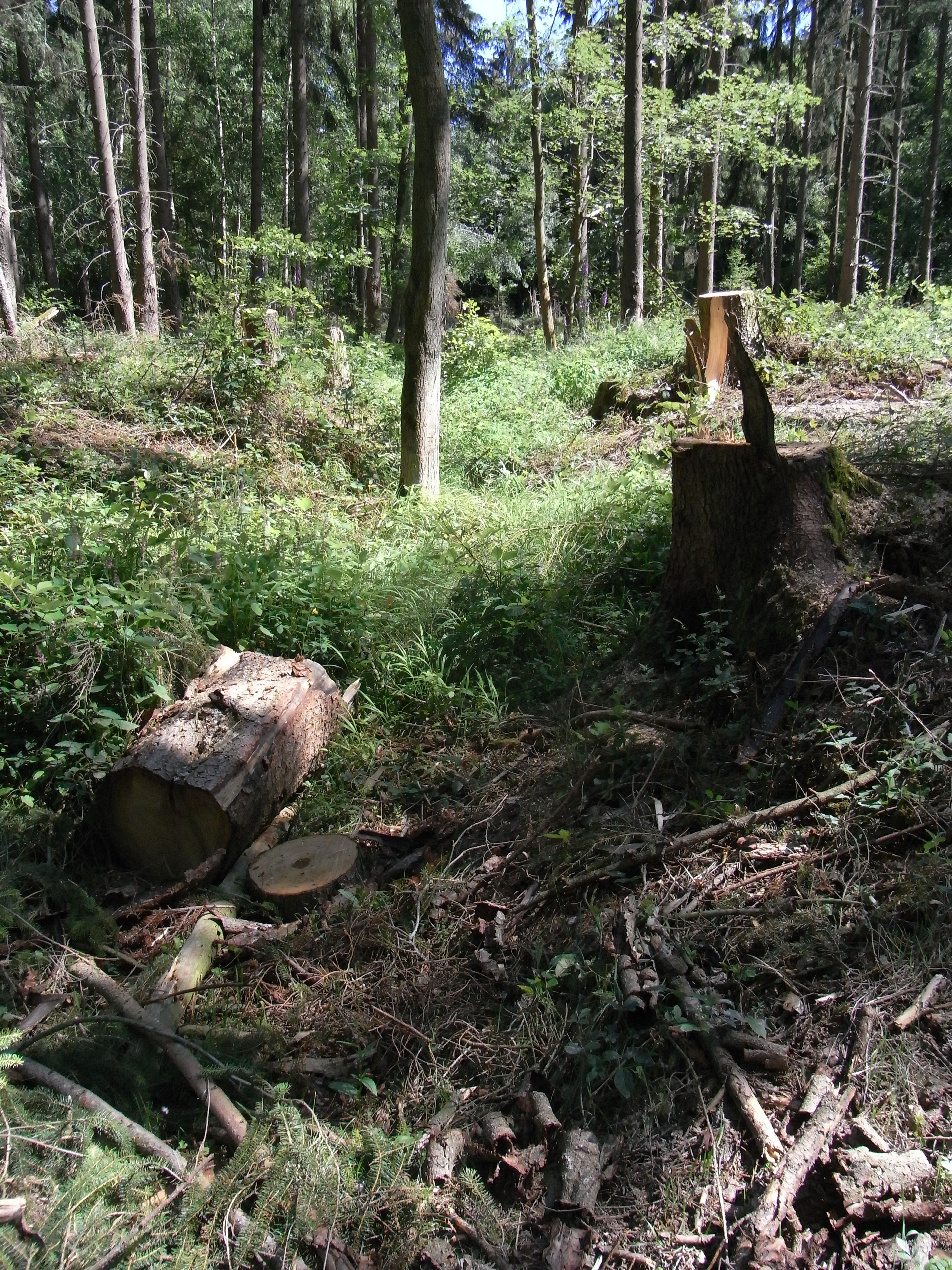
Am Bruchwaldrand
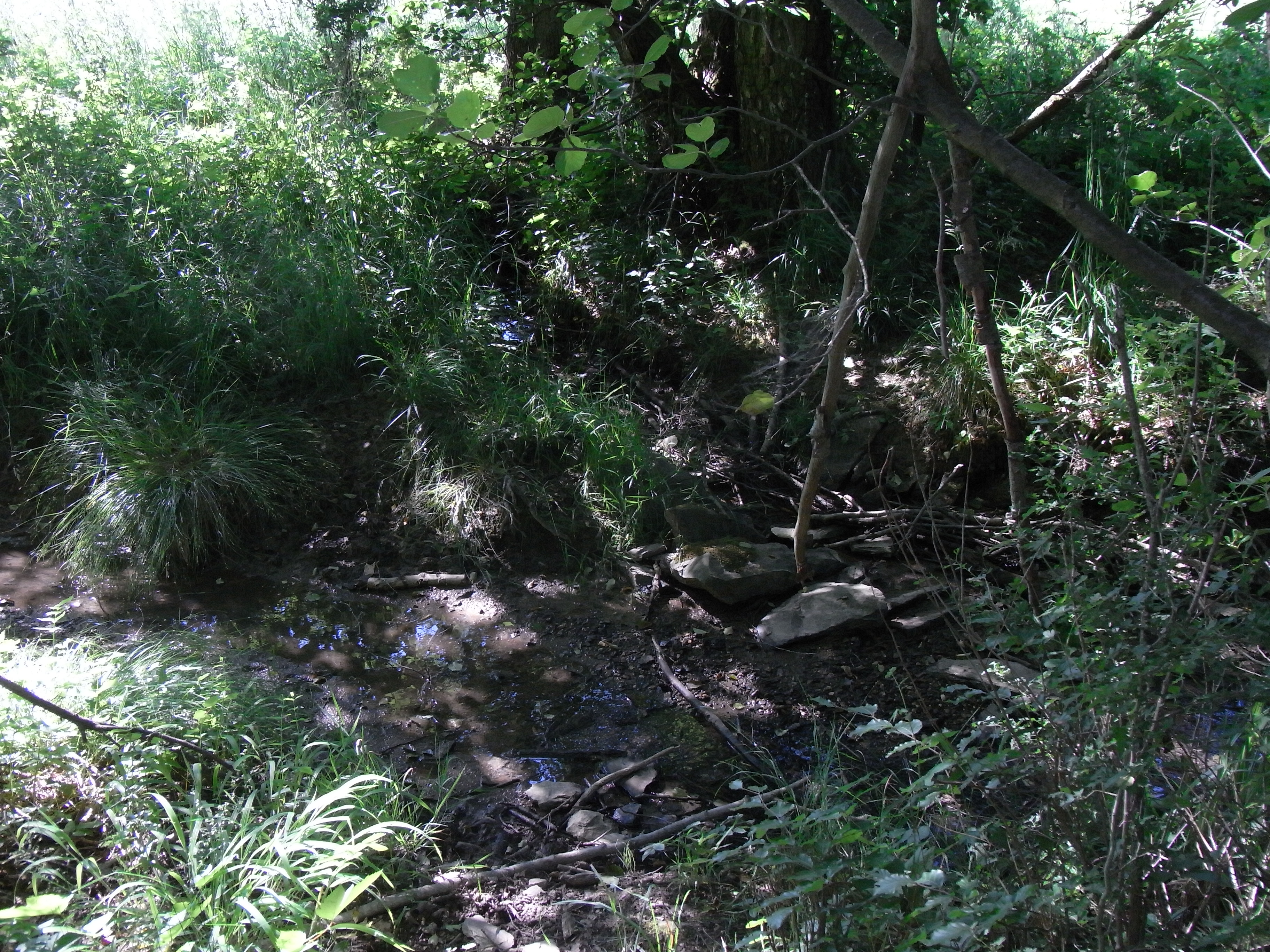
Erlenbach mündet
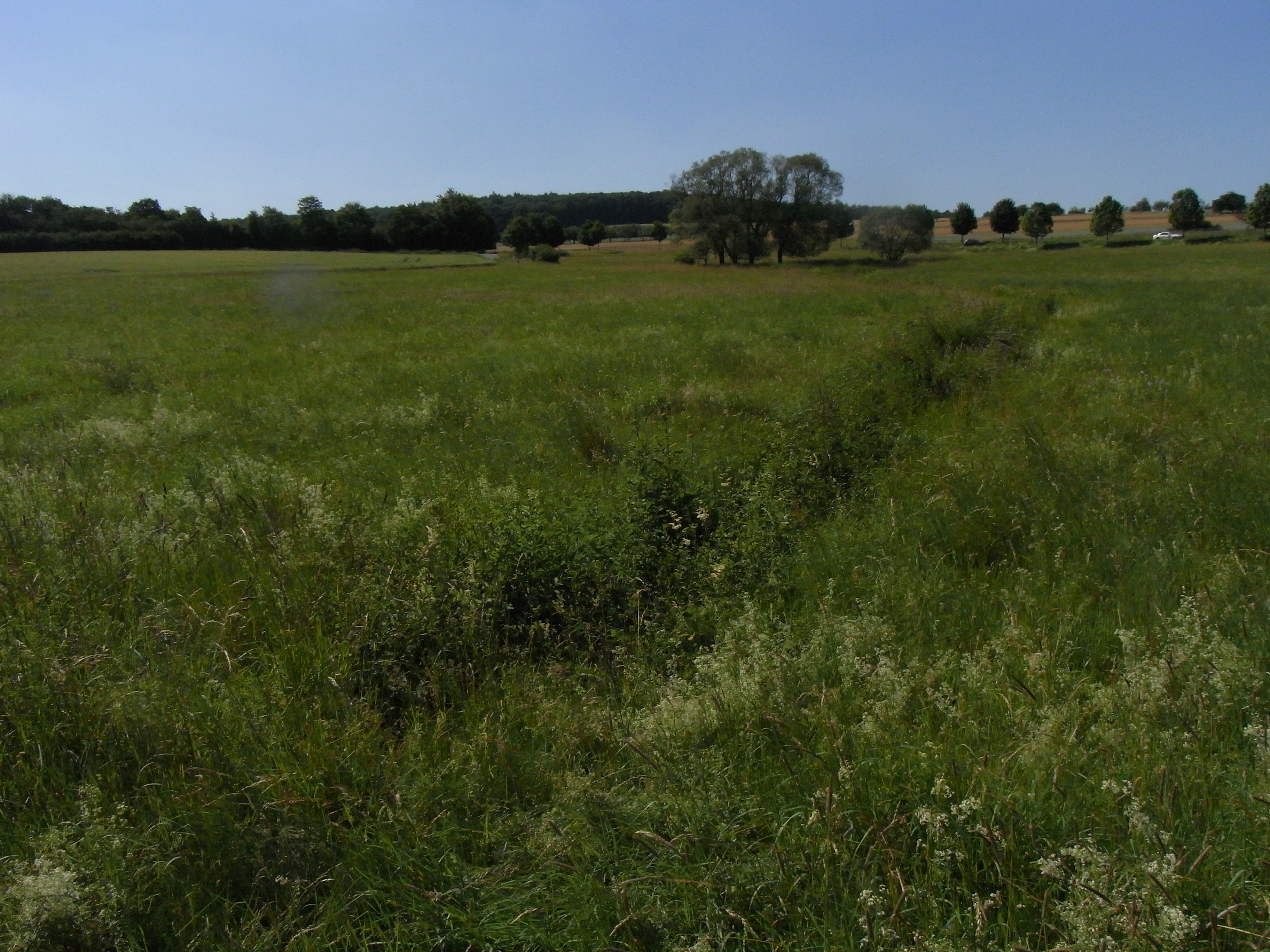
Graben an Ortsgrenze
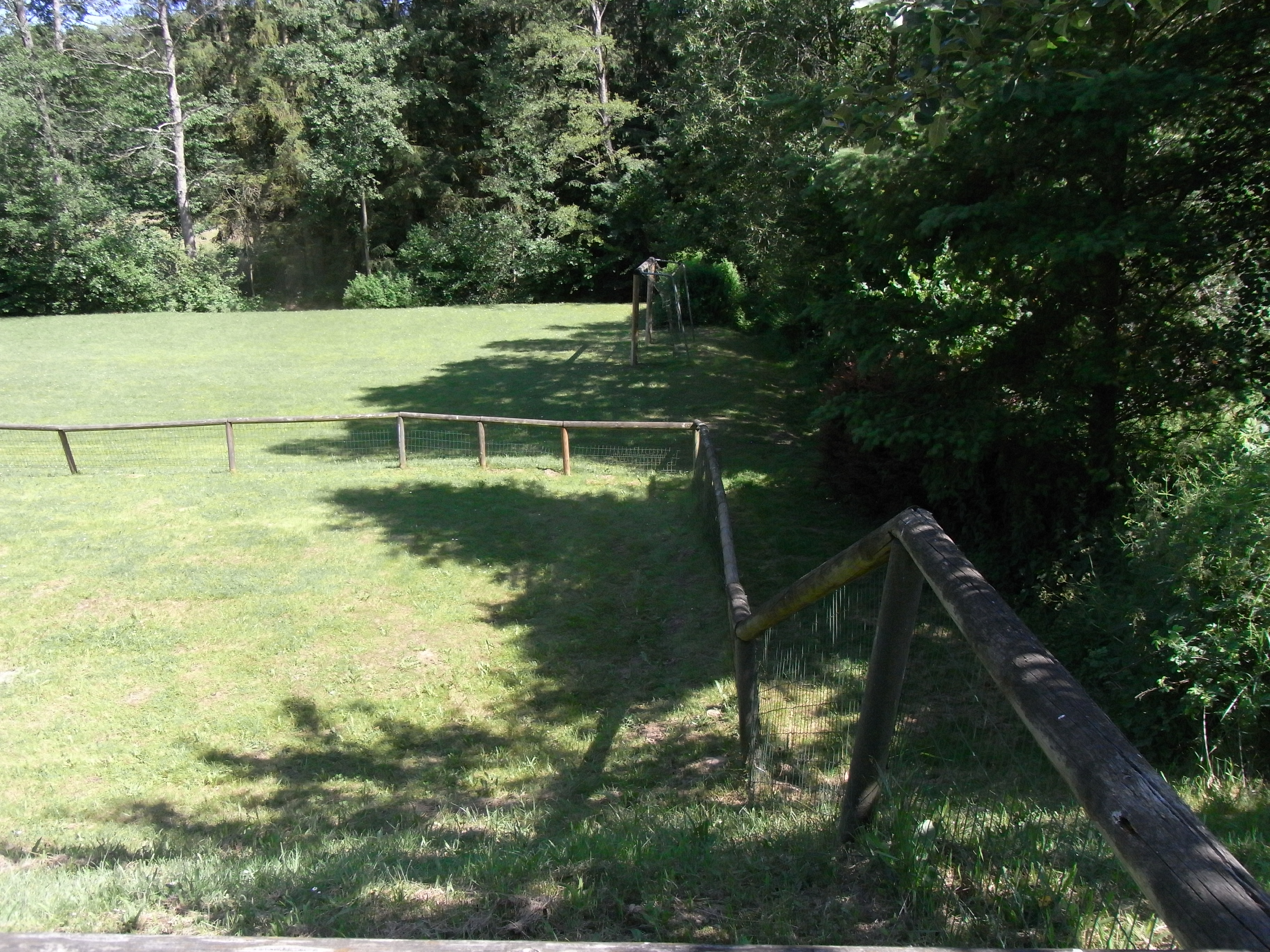
Graben Spielplatz

### Historisches
Die Aufnahme von 1935 für eine topographische Karte zeigt den Erlengraben als zumeist einen durch Wiesen fließenden Bach, denn der Rand des Waldes um den Heßberg lag näher am Gipfel. Der Natureg-Viewer des Landes Hessen scheint hingegen den Unterlauf des Erlengrabens im Wald zu verorten, doch rührt das von einer ungenauen Positionierung der Aufnahme im heute eingesetzten Koordinatensystem – erkennbar am Versatz des Erlenbachs und an jenem Teil des Erlengraben-Unterlaufs, der sich bereits damals vom Waldrand, mit doppeltem Knick, abgesetzt hatte. Es ist daher zu vermuten – die angefragten Behörden verfügten über keine Unterlagen –, dass der Waldzuwuchs und die Pflanzung der Erlengalerien samt Befestigung des Bachbetts bereits in der Zeit vor dem Beginn des Zweiten Weltkriegs erfolgt sein konnte.

### Flusssystem Usa
- Fließgewässer im Flusssystem Usa